# ناحیه گن‌باک
ناحیه گن‌باک یکی از ناحیه‌های شهر سئول پایتخت کره جنوبی است. به علت قرار گرفتن در شمال رود هان، به این ناحیه این نام را داده‌اند. این شهر از همسایه ناحیه دوبونگ (도봉구) در ۱۹۹۵ ایجاد شد.